# Підцир'я
Підци́р'я — село в Україні, у Камінь-Каширській міській громаді, Камінь-Каширського району Волинської області.
Населення за даними Всеукраїнського перепису населення 5 грудня 2001 року становить 764 осіб.
Поблизу мальовничого берега річки Цир розташоване село Підцир'я. У сиву давнину воно називалося Переброди через те, що навколо поселення було чотири броди. У документальних джерелах село вперше згадується 1545 р. при описі Луцького замку. Населення зазнавало утисків від князів Сангушків, великої шкоди завдали феодальні усобиці. Внаслідок суперечок Сангушків їх слуги пограбували Переброди у 1565 р.
У 1569 р. історичну долю Великого князівства Литовського, у складі якого перебувало село, визначила Люблінська унія. Постановою Люблінського сейму 1 липня 1569 р. Литва і Польща об'єдналися в єдину державу Річ Посполиту. З цього часу для села Переброди почалася нова сторінка історії. Становище жителів погіршилося. Посилився феодальний гніт і закріпачення селян. Панщина зросла до трьох днів на тиждень. Основними заняттями були землеробство, скотарство, полювання. Навколо села розтягнулися великі ліси, багаті на звірину, ягоди, гриби. Ліси чергувалися з великими просторами родючої землі, де було добре вирощувати хліб. У 1570 з 30 селянських дворів лише 11 мали присадибні ділянки.
Польське панування тривало до кінця XVIII століття. Після трьох поділів Польщі(1772, 1793, 1795), проведених Росією, Австрією і Пруссією, Польща перестала існувати як суверенна держава. Волинь увійшла до складу Російської імперії. На цій землі були поширені загальноімперські адміністративні та судові органи.
Значний вплив на історію села Підцир'я мала реформа міністра внутрішніх справ Петра Столипіна. Вона була започаткована указом від 9 листопада 1906 р. Столипін поставив собі за мету створити на селі заможне селянство. Згідно з реформою селянин мав право купити землі і оселитися на них, перенісши туди свої господарські будівлі.
Бідні селяни купити землю не мали змоги. Люди середнього достатку купували ґрунт і переселялися. Внаслідок реформи в Підцир'ї були заселені урочища «Дубицьке» та «Велике поле». Тяжкі умови проживання змушували жителів Підцир'я виїжджати на заробітки. За словами Веремейчик Ірини Денисівни, 1935 року народження, її батько Денис Потійович,1891 р. н., їздив на заробітки до Канади, коли йому виповнилося 18 р.(1900). Господар до своїх робітників ставився добре, проте не любив пияцтва. Найманих робітників харчували м'ясом, ковбасами і т. д. Віра Денисівна згадує слова батька: «Ми тут не їмо того на Пасху, що в Канаді їдять у буденні дні». Батько тяжко не працював. Він підвозив корм на ферму для корів. Проте напередодні війни рідні Денису Потійовичу написали лист, у якому просили його повернутися додому через те, що сім'ю можуть вивезти у Сибір. Після такої звістки батько приїжджає на рідну землю. За кошти, зароблені наполегливою працею, сім'я купила :2 га землі в Дубровиці, 2 га в Нуйні.
З початком Першої світової війни Денис Потійович пішов воювати на стороні Росії.
У 1915 р. австрійці увійшли у с. Підцир'я. До місцевих жителів вони ставилися добре, часто гралися з дітьми. За словами старожилів, у клуні Фінюк Агафії розташувався військовий госпіталь, у якому лікар та медсестри надавали допомогу пораненим. Військову форму солдати віддавали прати жінкам. Проте не кожна з них могла виконувати таку роботу. Австрійці давали вказівку старості села, щоб він призначав жінок, котрі мали прати їм одяг. За виконану роботу прекрасна половина як винагороду отримувала марлю, мило, гроші.
У цей час більшість хат були покриті соломою або очеретом. Завойовники казали місцевим жителям про те, що вони не грамотні, але працьовиті. Адже в 1916 р. крім священика, який приїздив до села, ніхто не вмів писати.

## Населення
Згідно з переписом УРСР 1989 року чисельність наявного населення села становила 612 осіб, з яких 292 чоловіки та 320 жінок.
За переписом населення України 2001 року в селі мешкало 757 осіб.

### Мова
Розподіл населення за рідною мовою за даними перепису 2001 року:
| Мова       | Відсоток |
| ---------- | -------- |
| українська | 99,61 %  |
| російська  | 0,39 %   |